# سارة ستايلز
سارة ستايلز (بالإنجليزية: Sarah Stiles)‏ هي مغنية وممثلة أمريكية، ولدت في 20 يونيو 1979 في ماساتشوستس في الولايات المتحدة.

## ترشيحات
- جائزة توني لأفضل ممثلة بارزة في مسرحية [الإنجليزية]‏ (2015)

## وصلات خارجية
- سارة ستايلز على موقع IMDb (الإنجليزية)
- سارة ستايلز على موقع ميوزك برينز (الإنجليزية)
- سارة ستايلز على موقع قاعدة بيانات برودواي على الإنترنت (الإنجليزية)
- سارة ستايلز على موقع أول ميوزيك (الإنجليزية)
- سارة ستايلز على موقع ديسكوغز (الإنجليزية)
- سارة ستايلز على موقع قاعدة بيانات الفيلم (الإنجليزية)